# Tanja Duhovich

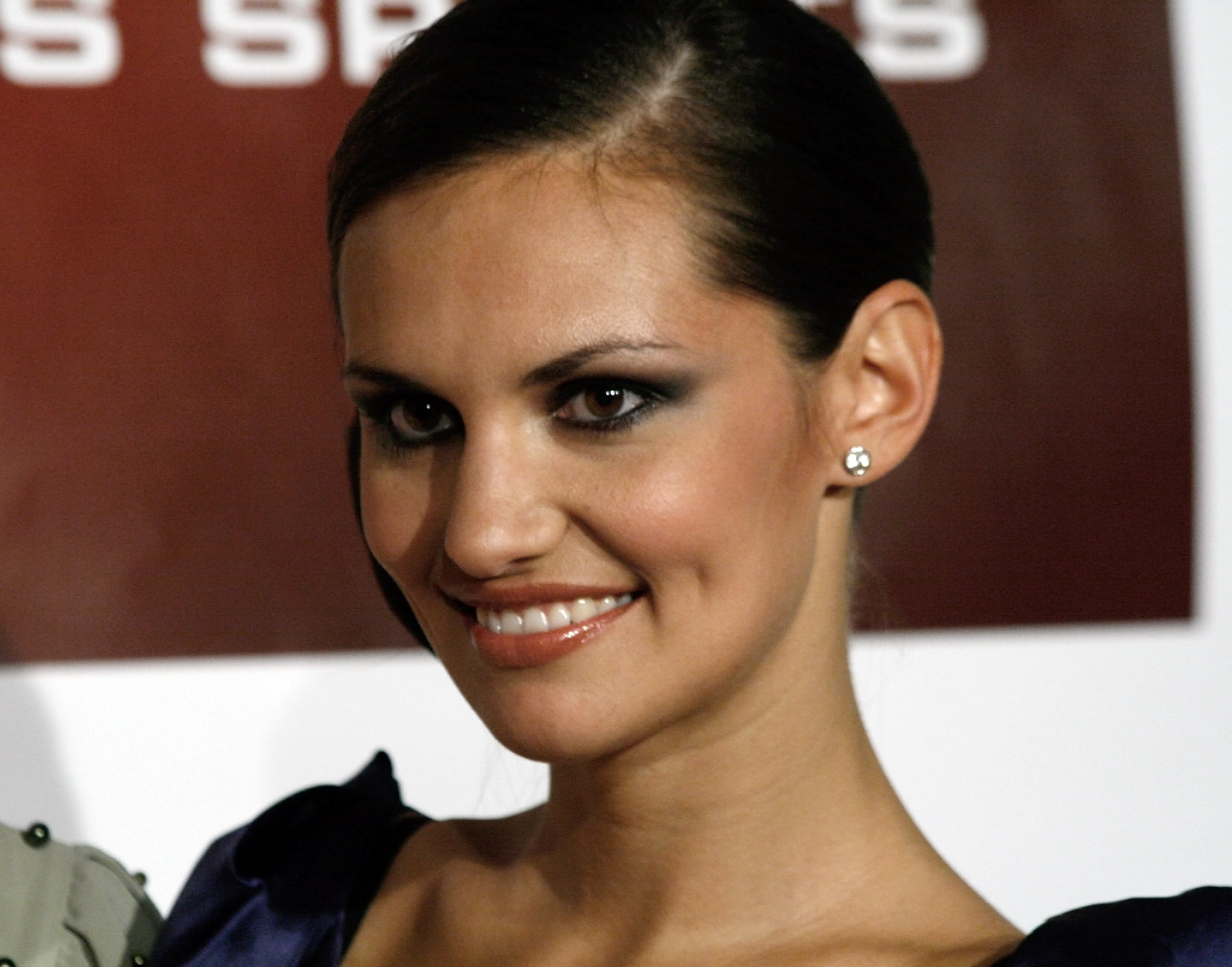
Tanja Duhovich (2010)

Tanja Duhovich (* 20. Februar 1982 in Wien) ist eine österreichische Schönheitskönigin. Sie war Miss Austria 2003.

## Biografie
Nach dem Schulbesuch in Wien maturierte Duhovich im Jahr 2000. Sie studierte Pädagogik und schloss das Studium 2006 ab. 2003 nahm sie an der Wahl zur Miss Vienna teil und gewann den Titel. Im selben Jahr folgte die Kür zur Miss Austria, bei der sie sich gegen 18 Mitbewerberinnen durchsetzte und die Nachfolge von Céline Roscheck antrat. Nach der Wahl war sie im Event- und Marketingbereich tätig und veröffentlichte 2009 gemeinsam mit ihrer Nachfolgerin als Miss Austria, Silvia Hackl, einen Fitness-Ratgeber. 2010 folgten ein Beauty- und Wellnessguide und ein weiterer Fitnessratgeber "Weg mit den Kilos". Hauptberuflich ist sie als Marketingleiterin bei einer Tageszeitung tätig. Sie arbeitet bis heute als Model, Testimonial und als Moderatorin für  verschiedene Firmen und Events.
Von 2013 bis 2018 war sie Lizenznehmerin bei der Miss Austria Corporation und für das Bundesland Burgenland zuständig. Außerdem betreut sie in dieser Zeit die Miss Austria Corporation in allen PR-Anliegen rund um alle Großevents: Miss Austria Wahl, Miss World Wahl, Miss Universe Wahl und dem Miss Austria Camp.